# 利尚斯-叙纳尔
利尚斯-叙纳尔（法語：Lichans-Sunhar，法語發音：[liʃɑ̃s synaʁ]）是法国大西洋比利牛斯省的一个市镇，属于奥洛龙-圣玛丽区。该市镇于1842年由原市镇利尚斯（Lichans）和叙纳尔（Sunhar）合并而成。

## 地理
利尚斯-叙纳尔（43°5'34"N, 0°52'24"W）面积3.43 平方千米，位于法国新阿基坦大区大西洋比利牛斯省，该省份为法国东南部省份，涵盖了贝阿恩与北巴斯克，西临大西洋比斯開灣，北至朗德省，东北接热尔省，东临上比利牛斯省，南与西班牙接壤。
与利尚斯-叙纳尔接壤的市镇（或旧市镇、城区）包括：阿尔赛-阿尔萨贝埃蒂-叙纳雷特、阿洛斯-锡巴斯-阿邦斯、埃切巴尔、拉卡里-阿朗-上沙里特、拉甘日-雷斯图、利克-阿泰雷。
利尚斯-叙纳尔的时区为UTC+01:00、UTC+02:00（夏令时）。

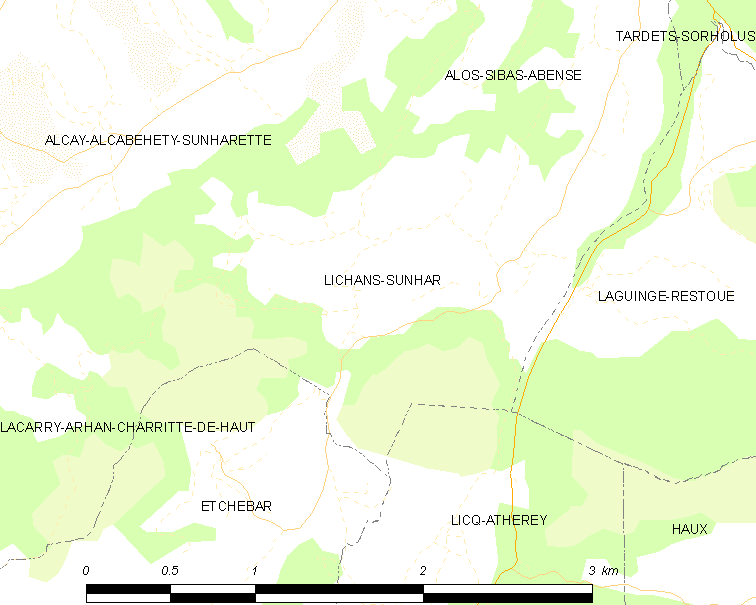
利尚斯-叙纳尔的OSM定位图

## 行政
利尚斯-叙纳尔的邮政编码为64470，INSEE市镇编码为64340。

## 政治
利尚斯-叙纳尔所属的省级选区为巴斯克山地县。

## 人口

1962-2008年间利尚斯-叙纳尔人口变化图示

利尚斯-叙纳尔于2022年1月1日时的人口数量为85人。